# Ramiro Cáseres
Ramiro Julián Cáseres (Ituzaingó, 9 gennaio 1994) è un calciatore argentino, attaccante svincolato.

## Carriera

### Club

#### Vélez Sarsfield e i vari prestiti
Fa il suo esordio da professionista con il Vélez Sarsfield il 4 agosto 2012, in occasione della vittoria casalinga, per 3-0, contro l'Argentinos Juniors in una partita di campionato; Cáseres subentra a Federico Insúa al minuto 80 con il risultato già fisso sul 3-0 finale. Il 9 dicembre 2012 vince il suo primo titolo grazie alla vittoria del Torneo Inicial da parte del Vélez. La prima partita da titolare la disputa l'8 marzo 2013 quando scende in campo in occasione della sconfitta contro il Belgrano; Ramiro Cáseres al minuto 59 lascia il posto all'esordiente Federico Vázquez, ma la partita verrà poi persa 1-0 negli ultimi minuti di gioco. A fine stagione vince il suo secondo campionato poiché il Vélez batte in finale il Newell's Old Boys per l'assegnazione del titolo tra i vincitori del Torneo Inicial e quello Final.
Il 14 agosto 2013 fa il suo esordio anche in campo internazionale scendendo in campo nella partita di andata del turno preliminare di Coppa Sudamericana persa per 1-0 contro il Belgrano; subentra ad Ezequiel Rescaldani al minuto 57 e venendo poi ammonito al minuto 88.
Il 7 settembre 2013 mette a segno i suoi primi gol in carriera, siglando una doppietta ai danni del Newell's Old Boys; prima apre le marcature il compagno di squadra Lucas Pratto su calcio di rigore ed infine lui chiude la partita con i suoi gol prima al minuto 71 ed infine al minuto 86. Il 17 novembre 2013 mette a segno la sua prima tripletta; sigla tre gol ai danni del Rosario Central e proprio queste tre reti permettono alla sua squadra di battere gli avversari 3-2. Il 1º febbraio 2014 vince la sua prima Supercopa Argentina, con la maglia del Velez, battendo l'Arsenal di Sarandi per 1-0.
Il 17 luglio 2015 passa in prestito, per 6 mesi e senza opzione d'acquisto, al Gimnasia Jujuy. Esordisce il 26 luglio successivo in occasione della sconfitta esterna, per 1-0, contro il Douglas Haig.
Il 25 gennaio 2016 passa in prestito, con la durata di un anno, al club peruviano dell'Universidad San Martín. L'esordio arriva il 6 febbraio successivo in occasione della sconfitta casalinga, per 0-1, contro il Deportivo Municipal. Il 9 marzo invece arriva la prima rete in terra peruviana in occasione della vittoria casalinga, per 2-1, contro il Melgar dove mette a segno la rete che chiude la partita e permette ai suoi di conquistare i tre punti. Conclude la stagione con un bottino di 42 presenze e 5 reti.
A gennaio 2018 conclude l'esperienza in Perù facendo ritorno al Vélez. Dopo aver disputato ulteriori quattro partite viene ceduto, nuovamente in prestito, al Platense. L'esordio arriva il 30 settembre 2018 in occasione della sconfitta interna, per 1-2, contro il Quilmes.

## Statistiche

### Presenze e reti nei club
Statistiche aggiornate al 6 novembre 2022.
| Stagione                | Squadra                 | Campionato              | Campionato | Campionato | Coppe nazionali | Coppe nazionali | Coppe nazionali | Coppe continentali | Coppe continentali | Coppe continentali | Altre coppe | Altre coppe | Altre coppe | Totale | Totale |
| Stagione                | Squadra                 | Comp                    | Pres       | Reti       | Comp            | Pres            | Reti            | Comp               | Pres               | Reti               | Comp        | Pres        | Reti        | Pres   | Reti   |
| ----------------------- | ----------------------- | ----------------------- | ---------- | ---------- | --------------- | --------------- | --------------- | ------------------ | ------------------ | ------------------ | ----------- | ----------- | ----------- | ------ | ------ |
| 2012-2013               | Vélez Sarsfield         | PD                      | 6          | 0          | CA              | 0               | 0               | CL                 | 0                  | 0                  | -           | -           | -           | 6      | 0      |
| 2013-2014               | Vélez Sarsfield         | PD                      | 18         | 6          | CA              | 1               | 0               | CS+CL              | 5+2                | 0                  | SA          | 0           | 0           | 26     | 6      |
| 2014                    | Vélez Sarsfield         | PD                      | 10+1       | 1+0        | -               | -               | -               | -                  | -                  | -                  | -           | -           | -           | 11     | 1      |
| gen.-lug. 2015          | Vélez Sarsfield         | PD                      | 5          | 0          | CA              | 1               | 0               | -                  | -                  | -                  | -           | -           | -           | 6      | 0      |
| lug.-dic. 2015          | Gimnasia (J)            | BN                      | 5          | 0          | CA              | 0               | 0               | -                  | -                  | -                  | -           | -           | -           | 5      | 0      |
| 2016                    | Univ. San Martín        | PD                      | 42         | 5          | -               | -               | -               | -                  | -                  | -                  | -           | -           | -           | 42     | 5      |
| 2017                    | Univ. San Martín        | PD                      | 35         | 3          | -               | -               | -               | -                  | -                  | -                  | -           | -           | -           | 35     | 3      |
| Totale Univ. San Martín | Totale Univ. San Martín | Totale Univ. San Martín | 77         | 8          |                 | -               | -               |                    | -                  | -                  |             | -           | -           | 77     | 8      |
| gen.-giu. 2018          | Vélez Sarsfield         | PD                      | 4          | 0          | CA              | 0               | 0               | -                  | -                  | -                  | -           | -           | -           | 4      | 0      |
| Totale Vélez Sarsfield  | Totale Vélez Sarsfield  | Totale Vélez Sarsfield  | 43+1       | 7+0        |                 | 2               | 0               |                    | 7                  | 0                  |             | -           | -           | 53     | 7      |
| 2018-2019               | Platense                | BN                      | 6          | 0          | CA              | 0               | 0               | -                  | -                  | -                  | -           | -           | -           | 6      | 0      |
| 2019-gen. 2020          | Vélez Sarsfield         | PD                      | 0          | 0          | CA              | 0               | 0               | CS                 | 0                  | 0                  | -           | -           | -           | 0      | 0      |
| gen.-giu. 2020          | Talleres (RdE)          | BM                      | 6          | 0          | CA              | 1               | 0               | -                  | -                  | -                  | -           | -           | -           | 7      | 0      |
| 2022                    | Def. de Belgrano        | BN                      | 14         | 0          | CA              | 0               | 0               | -                  | -                  | -                  | -           | -           | -           | 14     | 0      |
| Totale carriera         | Totale carriera         | Totale carriera         | 152        | 15         |                 | 3               | 0               |                    | 7                  | 0                  |             | -           | -           | 162    | 15     |

## Palmarès

### Club
- Campionato argentino: 2

Vélez Sarsfield: Inicial 2012, 2012-2013
- Supercopa Argentina: 1

Vélez Sarsfield: 2013